# Neutralidad
La neutralidad, del latín neuter ('ni uno ni otro'), consiste en no tomar partido y renunciar a toda injerencia en un conflicto o diferencia de opiniones. Es importante no confundirla con conceptos como la objetividad y la imparcialidad.
Se considera que la neutralidad no es una virtud en sí, ya que puede provenir de la indiferencia, el miedo o la cobardía. Por otra parte, la neutralidad puede provenir de la necesidad de autoprotección, de la idea de que el bien y el mal existen en las partes, o de la moderación para favorecer una causa que se considera más importante, entre otros.

## En derecho público internacional
La neutralidad en el derecho internacional, es la no participación en una guerra por parte de un país. Las relaciones entre países neutrales y beligerantes están reglamentadas por diversas normas internacionales. Según estas, los estados neutrales no deben actuar a favor de ninguno de los bandos, en tanto que los beligerantes deben respetar la soberanía de los países neutrales. También puede haber países no neutrales y no beligerantes al mismo tiempo, por ser aliados de algún país beligerante, pero no intervenir militarmente en el conflicto.
Las reglas referidas a la neutralidad son complejas y suelen ser interpretadas de manera muy diferente según se trate de un estado beligerante o neutral. En principio los ciudadanos de países neutrales pueden comerciar libremente con los países beligerantes, pero si estos imponen un bloqueo, ese bloqueo debe ser respetado.